# Platypalpus barotsei
Platypalpus barotsei är en tvåvingeart som beskrevs av Smith 1969. Platypalpus barotsei ingår i släktet Platypalpus och familjen puckeldansflugor. Inga underarter finns listade i Catalogue of Life.